# Tove Videbæk
Tove Elisabeth Videbæk, född 7 december 1945 i Haderslev, är en dansk politiker. Hon var folketingsledamot för Kristendemokraterne 1998-2005 och är sedan 2010 ledamot i Ikast-Brande kommunfullmäktige för Det Konservative Folkeparti.
Videbæk tog studentexamen från Haderslev Katedralskole 1966 och var sedan utbytesstudent i Dearborn, Michigan, USA 1963-1964. Hon studerade även vid den danska pingströrelsens folkhögskola i Mariager 1966-1968. Hon arbetade därefter som lärarvikarie i Herning kommun (1972-1980) innan hon började arbeta inom kristen media. Hon var translator på Københavns Kristne Radio/TV (1986-1988) och därefter chefssekreterare (1988-1994) och direktör (1994-1998) för samma företag.
Videbæk var suppleant i Folketinget 1993. Hon var ledamot i den regionala partistyrelsen i Roskilde amt 1994-1996 och ledamot i Kristendemokraternes partistyrelse och verkställande utskott från 1995 respektive 1996. Hon blev invald Folketinget 1998. Hon var bl.a. ordförande i socialutskottet (2001-2005) och vice ordförande av partigruppen (2002-2005). Hon var ledamot i hälso-, trafik-, kultur- och utbildningsutskotten. Efter att partiet åkte ur Folketinget vid valet 2005 kandiderade Videbæk som Marianne Karlsmoses efterträdare som partiledare. Hon förlorade mot Bodil Kornbek. Videbæk var ledamot i Region Midtjyllands regionsråd (2005-2009).
Videbæk motsatte Bodil Kornbeks linje, som bland annat innebar att partiet övergav sitt motstånd mot fri abort. Det resulterade i en hetsig debatt inom partiet med Videbæk i spetsen. Då hon inte ville skriva under en lojalitetsförklaring till partiet 2008 blev hon utesluten. Kort därefter gick hon med i Det Konservative Folkeparti.